# (1233) Kobresia
(1233) Kobresia ist ein Asteroid des Hauptgürtels, der am 10. Oktober 1931 vom deutschen Astronomen Karl Wilhelm Reinmuth in Heidelberg entdeckt wurde. 
Der Asteroid ist nach der zu den Sauergräsern zählenden Pflanzengattung Kobresia benannt.
Die Initialen der Asteroiden mit den Nummern 1227 bis 1234, die alle von Reinmuth entdeckt wurden, bilden zusammen G STRACKE, den Namen des deutschen Astronomen und Berechners von Asteroidenbahnen Gustav Stracke, der darum gebeten hatte, dass nach ihm kein Asteroid benannt werden sollte (siehe dort).